# 道の駅一覧 四国地方
道の駅一覧 四国地方（みちのえきいちらん しこくちほう）は、国土交通省四国地方整備局管内の四国地方（徳島県、香川県、愛媛県、高知県）に設置された道の駅の一覧である。

## 徳島県
| 駅名 （ふりがな）                         | 所在地         | 設置路線名                | No.     | 備考                                                |
| ----------------------------------------- | -------------- | ------------------------- | ------- | --------------------------------------------------- |
| 貞光ゆうゆう館 （さだみつゆうゆうかん）   | 美馬郡つるぎ町 | 国道192号                 | 徳島-01 |                                                     |
| 鷲の里 （わしのさと）                     | 那賀郡那賀町   | 県道19号 阿南鷲敷日和佐線 | 徳島-02 | EVスポット                                          |
| 宍喰温泉 （ししくいおんせん）             | 海部郡海陽町   | 国道55号                  | 徳島-03 |                                                     |
| どなり                                    | 阿波市         | 国道318号                 | 徳島-04 |                                                     |
| にしいや                                  | 三好市         | 県道45号 西祖谷山山城線   | 徳島-05 |                                                     |
| わじき                                    | 那賀郡那賀町   | 国道195号                 | 徳島-06 |                                                     |
| 公方の郷なかがわ （くぼうのさとなかがわ） | 阿南市         | 国道55号                  | 徳島-07 | 旧々名称「公方の郷なかがわ」 旧名称「阿南市那賀川」 |
| もみじ川温泉 （もみじがわおんせん）       | 那賀郡那賀町   | 国道195号                 | 徳島-08 |                                                     |
| 温泉の里神山 （おんせんのさとかみやま）   | 名西郡神山町   | 国道438号                 | 徳島-09 |                                                     |
| 藍ランドうだつ （あいランドうだつ）       | 美馬市         | 県道12号 鳴門池田線       | 徳島-10 |                                                     |
| 三野 （みの）                             | 三好市         | 県道12号 鳴門池田線       | 徳島-11 |                                                     |
| 日和佐 （ひわさ）                         | 海部郡美波町   | 国道55号                  | 徳島-12 | 日和佐駅に併設。重点「道の駅」候補、EVスポット      |
| 第九の里 （だいくのさと）                 | 鳴門市         | 県道41号 徳島北灘線       | 徳島-13 |                                                     |
| 大歩危 （おおぼけ）                       | 三好市         | 国道32号                  | 徳島-14 | 重点「道の駅」候補                                  |
| ひなの里かつうら （ひなのさとかつうら）   | 勝浦郡勝浦町   | 県道16号 徳島上那賀線     | 徳島-15 |                                                     |
| みまの里 （みまのさと）                   | 美馬市         | 県道12号 鳴門池田線       | 徳島-16 |                                                     |
| いたの                                    | 板野郡板野町   | 県道1号 徳島引田線        | 徳島-17 |                                                     |
| くるくる なると                           | 鳴門市         | 国道11号                  | 徳島-18 |                                                     |

## 香川県
| 駅名 （ふりがな）                                                    | 所在地             | 設置路線名              | No.     | 備考                                 |
| -------------------------------------------------------------------- | ------------------ | ----------------------- | ------- | ------------------------------------ |
| 瀬戸大橋記念公園 （せとおおはしきねんこうえん）                      | 坂出市             | 県道192号 瀬居坂出港線  | 香川-01 |                                      |
| 津田の松原 （つだのまつばら）                                        | さぬき市           | 国道11号                | 香川-02 |                                      |
| ことひき                                                             | 観音寺市           | 県道21号 丸亀詫間豊浜線 | 香川-03 |                                      |
| ふれあいパークみの                                                   | 三豊市             | 県道48号 善通寺詫間線   | 香川-04 |                                      |
| 小豆島オリーブ公園 （しょうどしまオリーブこうえん）                  | 小豆郡小豆島町     | 国道436号               | 香川-05 | EVスポット                           |
| 小豆島ふるさと村 （しょうどしまふるさとむら）                        | 小豆郡小豆島町     | 県道250号 三都港平木線  | 香川-06 | EVスポット                           |
| 空の夢もみの木パーク （そらのゆめもみのきパーク）                    | 仲多度郡まんのう町 | 国道32号                | 香川-07 |                                      |
| みろく                                                               | さぬき市           | 県道10号 高松長尾大内線 | 香川-08 |                                      |
| しおのえ                                                             | 高松市             | 国道193号               | 香川-09 | EVスポット                           |
| 滝宮 （たきのみや）                                                  | 綾歌郡綾川町       | 国道32号                | 香川-10 |                                      |
| ことなみ                                                             | 仲多度郡まんのう町 | 国道438号               | 香川-11 |                                      |
| 恋人の聖地 うたづ臨海公園 （こいびとのせいちうたづりんかいこうえん） | 綾歌郡宇多津町     | 県道194号 飯野宇多津線  | 香川-12 |                                      |
| とよはま                                                             | 観音寺市           | 国道11号                | 香川-13 | EVスポット                           |
| たからだの里さいた （たからだのさとさいた）                          | 三豊市             | 県道5号 観音寺池田線    | 香川-14 |                                      |
| 大坂城残石記念公園 （おおさかじょうざんせききねんこうえん）          | 小豆郡土庄町       | 県道26号 土庄福田線     | 香川-15 |                                      |
| ながお                                                               | さぬき市           | 県道3号 志度山川線      | 香川-16 |                                      |
| 香南楽湯 （こうなんらくゆ）                                          | 高松市             | 県道13号 三木綾川線     | 香川-17 | EVスポット                           |
| 源平の里むれ （げんぺいのさとむれ）                                  | 高松市             | 国道11号                | 香川-18 | 防災拠点化、非常用発電機、EVスポット |

## 愛媛県
| 駅名 （ふりがな）                                             | 所在地             | 設置路線名              | No.     | 備考                                              |
| ------------------------------------------------------------- | ------------------ | ----------------------- | ------- | ------------------------------------------------- |
| 佐田岬半島ミュージアム （さだみさきはんとうミュージアム）     | 西宇和郡伊方町     | 国道197号               | 愛媛-01 | 旧名称「瀬戸町農業公園」「瀬戸農業公園」          |
| マイントピア別子 （マイントピアべっし）                       | 新居浜市           | 県道47号 新居浜別子山線 | 愛媛-02 |                                                   |
| 日吉夢産地 （ひよしゆめさんち）                               | 北宇和郡鬼北町     | 国道320号               | 愛媛-03 |                                                   |
| ひろた                                                        | 伊予郡砥部町       | 国道379号               | 愛媛-04 |                                                   |
| ふたみ                                                        | 伊予市             | 国道378号               | 愛媛-05 |                                                   |
| 内子フレッシュパークからり （うちこフレッシュパークからり）   | 喜多郡内子町       | 国道379号               | 愛媛-06 | 全国モデル「道の駅」                              |
| 伊方きらら館 （いかたきららかん）                             | 西宇和郡伊方町     | 国道197号               | 愛媛-07 |                                                   |
| きなはい屋しろかわ （きなはいやしろかわ）                     | 西予市             | 国道197号               | 愛媛-08 |                                                   |
| みしょうMIC                                                   | 南宇和郡愛南町     | 国道56号                | 愛媛-09 |                                                   |
| 今治湯ノ浦温泉 （いまばりゆのうらおんせん）                   | 今治市             | 国道196号               | 愛媛-10 |                                                   |
| 虹の森公園まつの （にじのもりこうえんまつの）                 | 北宇和郡松野町     | 国道381号               | 愛媛-11 |                                                   |
| 広見森の三角ぼうし （ひろみもりのさんかくぼうし）             | 北宇和郡鬼北町     | 国道320号               | 愛媛-12 |                                                   |
| 伯方S・Cパーク （はかたS・Cパーク）                           | 今治市             | 国道317号               | 愛媛-13 |                                                   |
| 今治市多々羅しまなみ公園 （いまばりしたたらしまなみこうえん） | 今治市             | 国道317号               | 愛媛-14 | 旧名称「上浦町多々羅しまなみ公園」                |
| しまなみの駅御島 （しまなみのえきみしま）                     | 今治市             | 県道21号 大三島上浦線   | 愛媛-15 |                                                   |
| 小松オアシス （こまつオアシス）                               | 西条市             | 国道11号                | 愛媛-16 | 松山自動車道石鎚山SAに隣接 （ハイウェイオアシス） |
| みかわ                                                        | 上浮穴郡久万高原町 | 国道33号                | 愛媛-17 |                                                   |
| 清流の里ひじかわ （せいりゅうのさとひじかわ）                 | 大洲市             | 国道197号               | 愛媛-18 |                                                   |
| よしうみいきいき館 （よしうみいきいきかん）                   | 今治市             | 国道317号               | 愛媛-19 |                                                   |
| 風早の郷風和里 （かざはやのさとふわり）                       | 松山市             | 国道196号               | 愛媛-20 | EVスポット                                        |
| みま                                                          | 宇和島市           | 県道31号 宇和三間線     | 愛媛-21 |                                                   |
| 小田の郷せせらぎ （おだのさとせせらぎ）                       | 喜多郡内子町       | 国道380号               | 愛媛-22 |                                                   |
| うわじま きさいや広場 （うわじまきさいやひろば）              | 宇和島市           | 国道320号               | 愛媛-23 |                                                   |
| 霧の森 （きりのもり）                                         | 四国中央市         | 県道5号 川之江大豊線    | 愛媛-24 |                                                   |
| 八幡浜みなっと （やわたはまみなっと）                         | 八幡浜市           | 県道27号 八幡浜港線     | 愛媛-25 |                                                   |
| 津島やすらぎの里 （つしまやすらぎのさと）                     | 宇和島市           | 県道4号 宿毛津島線      | 愛媛-26 |                                                   |
| どんぶり館 （どんぶりかん）                                   | 西予市             | 県道29号 宇和野村線     | 愛媛-27 |                                                   |
| 天空の郷さんさん （てんくうのさとさんさん）                   | 上浮穴郡久万高原町 | 国道33号                | 愛媛-28 |                                                   |
| なかやま                                                      | 伊予市             | 国道56号                | 愛媛-29 |                                                   |

## 高知県
| 駅名 （ふりがな）                                          | 所在地         | 設置路線名            | No.     | 備考                                 |
| ---------------------------------------------------------- | -------------- | --------------------- | ------- | ------------------------------------ |
| 大杉 （おおすぎ）                                          | 長岡郡大豊町   | 国道32号              | 高知-01 |                                      |
| すくも                                                     | 宿毛市         | 国道321号             | 高知-02 |                                      |
| 大月 （おおつき）                                          | 幡多郡大月町   | 国道321号             | 高知-03 |                                      |
| 四万十大正 （しまんとたいしょう）                          | 高岡郡四万十町 | 国道381号             | 高知-04 |                                      |
| ゆすはら                                                   | 高岡郡檮原町   | 国道197号             | 高知-05 | 重点「道の駅」                       |
| 南国風良里 （なんこくふらり）                              | 南国市         | 国道32号              | 高知-06 |                                      |
| 美良布 （びらふ）                                          | 香美市         | 国道195号             | 高知-07 |                                      |
| 布施ヶ坂 （ふせがさか）                                    | 高岡郡津野町   | 国道197号             | 高知-08 |                                      |
| キラメッセ室戸 （キラメッセむろと）                        | 室戸市         | 国道55号              | 高知-09 |                                      |
| 土佐和紙工芸村 （とさわしこうげいむら）                    | 吾川郡いの町   | 国道194号             | 高知-10 |                                      |
| 土佐さめうら （とささめうら）                              | 土佐郡土佐町   | 国道439号             | 高知-11 |                                      |
| 大山 （おおやま）                                          | 安芸市         | 国道55号              | 高知-12 | 実際の設置路線は市道大山旧国道線     |
| かわうその里すさき （かわうそのさとすさき）                | 須崎市         | 国道56号              | 高知-13 | 重点「道の駅」                       |
| あぐり窪川 （あぐりくぼかわ）                              | 高岡郡四万十町 | 国道56号              | 高知-14 | 防災拠点化、非常用発電機、EVスポット |
| 木の香 （このか）                                          | 吾川郡いの町   | 国道194号             | 高知-15 |                                      |
| めじかの里土佐清水 （めじかのさととさしみず）              | 土佐清水市     | 国道321号             | 高知-16 | EVスポット                           |
| やす                                                       | 香南市         | 国道55号              | 高知-17 | 夜須駅に併設                         |
| 633美の里 （むささびのさと）                               | 吾川郡いの町   | 国道194号             | 高知-18 |                                      |
| 田野駅屋 （たのえきーや）                                  | 安芸郡田野町   | 国道55号              | 高知-19 | 田野駅に併設                         |
| ビオスおおがた                                             | 幡多郡黒潮町   | 国道56号              | 高知-20 |                                      |
| 四万十とおわ （しまんととおわ）                            | 高岡郡四万十町 | 国道381号             | 高知-21 |                                      |
| なぶら土佐佐賀 （なぶらとささが）                          | 幡多郡黒潮町   | 国道56号              | 高知-22 |                                      |
| よって西土佐 （よってにしとさ）                            | 四万十市       | 国道441号             | 高知-23 |                                      |
| なかとさ                                                   | 高岡郡中土佐町 | 県道25号 中土佐佐賀線 | 高知-24 | みなとオアシス久礼に併設             |
| まきのさんの道の駅・佐川 （まきのさんのみちのえき さかわ） | 高岡郡佐川町   | 国道33号              | 高知-25 |                                      |
| 東洋町 （とうようちょう）                                  | 安芸郡東洋町   | 国道55号              | 高知-26 |                                      |